# Atomzug „Kassette“
Der Atomzug „Kassette“ war ein Spezialtransport für den Atommüll aus der DDR in die Sowjetunion.
Die Kernkraftwerke der DDR wurden von der Sowjetunion mit Brennelementen versorgt. Laut Staatsvertrag zwischen beiden Ländern wurden ab 1979 bis zum Anfang der 1980er Jahre abgebrannte Kernbrennstäbe, etwa 300 t Schwermetall (SM), in die Sowjetunion verbracht.
Dafür verkehrte der „Atomzug“, auch „Kassette“ genannt, ein Spezialtransport für diesen Atommüll. Er kam  vom Kernkraftwerk Rheinsberg, 60 t SM, aus dem Kernkraftwerk Greifswald/Lubmin, 233 t SM, und fuhr über Wriezen – Kietz/Küstrin (jetzt Kostrzyn nad Odrą) durch Polen in die Sowjetunion.
Der Behälterwagen wog 186 t. Die maximale Geschwindigkeit betrug 30 km/h und durch Bahnhöfe 15 km/h. Der Zug wurde strengstens bewacht. Parallel auf den Straßen fuhren immer bewaffnete Begleitfahrzeuge mit. Alle Rangierbewegungen und Zugfahrten der regulären Bahnverkehrs mussten während der Durchfahrt des „Atomzugs“ ruhen. Befahrene Weichen und der Flankenschutz wurden örtlich gesichert. Zusätzlich zur üblichen Zugmeldung wurde eine besondere Zuglaufüberwachung durchgeführt. Einige der verwendeten Zugnummern waren die 80553, 80555 und die 80557.